# Aiglemont
Aiglemont è un comune della Francia di 1 634 abitanti situato nel dipartimento delle Ardenne nella regione del Grande Est.

## Storia
Menzionato per la prima volta nel 1256 (La charte d'Ida) con il nome di Eslemont. Nel corso dei secoli l'ortografia è cambiata più volte in: Elemont, Alemont, Elmont, Ellemont, Ailmont, Aillemont. Nel 1291 è attestato l'uso del termine Aguilo Monte, nel XVI secolo si trova Ayglemont e Ailemont. Il significato del nome è oggi quello di "monte dell'aquila" ma sembra che in origine esso significasse invece "acqua del monte" , dal termine latino "aqua".
Honoré de Balzac nel suo "La Femme de trente ans" dà il nome del paese ad un personaggio del romanzo, il Generale Marchese Victor d'Aiglemont. Nei pressi del villaggio, in effetti, vi sono i resti di un castello risalente al XII secolo, dimora di una potente famiglia di cui si sa molto poco, se non che godeva di una signoria quasi indipendente nell'Alto Medioevo.

## Società

### Evoluzione demografica
Abitanti censiti